# Пачеко Леес, Грегорио
Хосе́ Грего́рио Паче́ко Ле́ес (исп. José Gregorio Pacheco Leyes; 4 июля 1823, Потоси, Боливия —20 августа 1899, там же) — боливийский политический деятель, президент страны с 1884 до 1888 года.

## Биография
Пачеко родился в бедной семье, однако разбогател, вложив средства в заброшенное месторождение серебра, который он возродил. В середине XIX века Пачеко получил известность как успешный, прогрессивный и прагматичный серебряный магнат.
Грегорио Пачеко выиграл выборы 1884, борьба во время которых разворачивалась между тремя кандидатами: либералом Элиодоро Камачо, консерватором Анисето Арсе и, собственно, Пачеко.
Консерватор по характеру, он однако не сразу присоединился к партии Арсе, и спорил с ним и с либералами за власть в стране. Арсе, правда, изначально был не в восторге от того, что Пачеко ворвался в большую политику, однако мало кто в стране мог спорить с ним по состоянию или управленческими способностями. Вскоре оба консерватора заключили соглашение, в соответствии с которой Пачеко обязался поддержать Арсе, который в правительстве занимал пост вице-президента, во время выборов 1888. Это соглашение обеспечила Консервативной партии пребывания у власти до 1899 года.
Пачеко на посту главы государства сталкивался с многочисленными либеральными мятежами и попытками переворота. Однако поддержку ему оказывали военные. Опасаясь давления через членов семьи, он отправил семью в Европу на время своего правления. Он настаивал, чтобы его дети изучали английский, считая его международным языком бизнеса.
Как и было согласовано, он поддержал Арсе на выборах 1888 года, которые тот выиграл. После этого Грегорио Пачеко отправился в своё имение Нукчу, где и умер в 1899 году.